# Guépéou
Pour les articles homonymes, voir GPU.

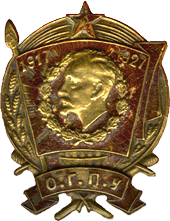
Insigne de l'OGPU commémorant le dixième anniversaire de la révolution d'Octobre.

La Guépéou (ou GPU, ГПУ sigle en alphabet cyrillique) est la police d'État de l'Union soviétique entre 1922 et 1934. La GPU est constituée en février 1922 à partir de la Tchéka (premier nom de la police politique soviétique), comme « commissariat de l'Union » dans la première constitution fédérale de 1922. En 1923, elle est scindée en deux entités : le NKVD et l’OGPU (l’Oguépéou).
L’OGPU est absorbée par le NKVD en 1934.

## Dénomination et signification des acronymes
- Guépéou (ou GPU) est l’acronyme de Gossoudarstvénnoïe polititcheskoié oupravlénié (en russe : Государственное политическое управление ; en français : direction politique d’État).
- Oguépéou (ou OGPU) est l'acronyme de : Объединённое государственное политическое управление ; en français : direction politique unifiée d'État.

## Formation et évolution
La GPU est dirigée par Félix Dzerjinski du 6 février 1922 au 15 novembre 1923.
À cette date, elle est divisée en deux organismes parallèles :
- le NKVD (commissariat du peuple aux Affaires intérieures) ;
- l'Oguépéou (OGPU, direction politique d’État unifiée), placée sous contrôle direct du Conseil des commissaires du peuple (Sovnarkom).

Du 30 juillet 1927 au 10 mai 1934, elle est dirigée par Viatcheslav Menjinski.
Le 10 juillet 1934, l’Oguépéou est réunifiée au NKVD, confiée à Guenrikh Iagoda, et au sein de celui-ci, elle devient la GUGB (direction principale de la Sécurité d'État). Ses fonctions judiciaires lui sont alors retirées et la possibilité d'ordonner la peine de mort est restituée aux tribunaux ordinaires sous contrôle de la procurature.

## Missions et activités
L’OGPU a pour principale mission de coordonner les activités des GPU de toutes les républiques socialistes de l'Union. Les activités de l'OGPU sont avant tout, tout comme celles de la Tchéka, à visée défensive. Les dirigeants de la jeune Union soviétique sont persuadés depuis les premiers jours de la Révolution que l'Ouest, et notamment le Royaume-Uni, prépare secrètement la fin de la révolution depuis l'extérieur. Des interventions étrangères, y compris militaires et directes, ont en effet lieu pendant la guerre civile russe. Cela évolue ensuite en ce que divers opposants désignent comme une forme de paranoïa, notamment sous Staline. La lutte contre les ennemis de la Révolution, véritables ou déclarés comme tels, se mène également sur le territoire de l'Union soviétique.

### Surveillance et répression intérieures[3]
En 1923, Félix Dzerjinski propose d'instaurer l'obligation de remettre toute information concernant des possibles « déviations » de membres du parti à la police politique. Il suscite alors une forte opposition des trotskistes.
Le 24 mars 1924, un décret du Praesidium du Comité exécutif central de l’URSS est adopté. Ce texte permet aux Collèges spéciaux de l’OGPU d’exiler dans les régions les moins peuplées du pays ou d'enfermer dans un camp de concentration pour trois ans tout individu sur des critères larges tel que « socialement dangereux ».
La même année, l'OGPU démantèle deux grandes organisations de gardes blancs en Crimée et en Extrême-Orient soviétique.
Entre avril et mai 1927, le Guépéou surveille et « démantèle le réseau » d'opposants trotskistes qui demandent une « démocratisation » du Comité central. Les agents du Guépéou encadrent et participent à la récolte forcée de 1929. La police politique met également en place la politique de « dékoulakisation » voulue par Staline à partir de cette date. Les critères de définition du koulak sont subjectifs et des chiffres sont d'ailleurs fixés par Moscou (entre 3 et 5 % des villages). Ces koulaks sont arrêtés, déportés ou fusillés. En 1930, les archives de l'OGPU recensent 14 000 soulèvements impliquant environ 3,5 millions de paysans. Entre 1930 et 1932, 1 800 000 Russes sont déportés dans les villages de colonisation de Sibérie.

### Renseignement extérieur et missions à l'étranger[8]
Les opérations extérieures des services secrets soviétiques sont gérées par le département étranger (INO) qui est placé sous le contrôle de la GPU le 6 février 1922. Le poste de directeur de l'INO sera alors occupé par Mikhaïl Trissiler jusqu'en 1929. À partir de 1926, le chef de l'INO est le Directeur général adjoint de l'OGPU.
Dans les années 1920, les tchékistes à l'étranger travaillent dans des représentations diplomatiques et commerciales. Ils profitent de l'afflux de migrants d'Europe de l'Est et des conditions qui tolèrent le passage des frontières sans passeport pour se faire passer pour des réfugiés. Ces agents travaillant à l'étranger pour l'Union soviétique sont appelés « les grands illégaux », le plus célèbre d'entre eux étant peut-être Alexandrovitch Bystroletov qui opérait à l'étranger sous différents pseudonymes.
La Grande-Bretagne est l'« ennemi principal » de l'entre-deux-guerres. La sécurité des ambassades britanniques laisse à désirer jusqu'à la guerre. L'OGPU recrute ainsi des agents tels que Francesco Constantini et son frère Secondo en 1924, tous deux employés à l'ambassade, ou encore Ernest Oldham en 1929, employé au Foreign Office. Les codes fournis par Oldham permettent de recruter de nombreuses taupes, notamment au sein de la société britannique du chiffre de la Société des Nations à Genève.

### Missions de désinformation[8]
Fin 1922, le directeur adjoint de la Guépéou Joseph Ounchlicht préconise de créer un service de désinformation pour tromper les agents étrangers arrivés sur le territoire depuis l'ouverture des frontières. En janvier 1923 le desinformburo est créé. Des résidences sont créées dans les capitales européennes et en Asie et vont diriger plusieurs actions, comme l'opération « Sindikat 2 » qui vise à retrouver un ancien socialiste révolutionnaire, Boris Savinkov qui a quitté la Russie après avoir rejoint les Armées blanches pendant la guerre civile. Une autre opération, l'opération Trust, inventée par Artour Artouzov, vise à convaincre les monarchistes exilés de l'existence d'une organisation alliée : « l'association monarchiste de Russie centrale ».

### Recherche en guerre bactériologique
L'armée rouge fut profondément impressionnée par les ravages causés par l'épidémie de typhus de 1918 à 1921. En 1928, le conseil révolutionnaire militaire prend un décret secret ordonnant la transformation du typhus en arme de champ de bataille. Le programme est alors placé sous l'égide de la Guépéou. Cette mainmise de la police secrète sur le programme biologique militaire durera jusqu'au début des années 1950. La première installation utilisée pour la recherche biologique militaire fut l'académie militaire de Leningrad. Rapidement, les chercheurs se tournent vers d'autres maladies : sur l'île de Solovetsky, dans l'Arctique, utilisée comme camp pour les détenus politiques, des scientifiques travaillent dès le milieu des années 1930 sur le typhus ou la mononucléose infectieuse, c'est-à-dire sur des agents susceptibles d'entraver les capacités de troupes ennemies. Il est très probable que les prisonniers furent utilisés comme cobayes (après les années 1930 cependant, le docteur Alibek déclare n'avoir lu aucun rapport tendant à prouver que des expérimentations humaines aient eu lieu). L'invasion allemande de 1941 conduisit le haut commandement à transférer ces installations à Kirov, à l'ouest de l'Oural.
La saisie des plans des installations de recherche biologiques japonaises, en septembre 1945, en Mandchourie, marque un tournant dans le programme soviétique. Dès 1946, un nouveau complexe biologique militaire est établi à Sverdlovsk, d'après les plans japonais. À la fin des années 1950, des sites de recherche, tournés vers tous les aspects de la guerre biologique (militaires, agricoles…) parsemaient l'ensemble du territoire de l'URSS.

## Organisation
Comparées aux structures des organes de répression des années 1930, les structures de l'OGPU des années 1920 restent assez simples. Ses effectifs ont varié considérablement au cours de son existence, passant de 60 000 hommes au moment de sa création, à 25 000 hommes au moment où elle est rattachée au NKVD.

### Structures administratives[13]
À la suite des réformes administratives de 1923, la structure de l'OGPU se stabilise en quatre grandes directions (upravlenija), elles-mêmes divisées en plusieurs départements (otdely) :
- Direction administrative et organisationnelle (Administrativno-organizacionnoe-upravlenie) : forte d'un millier d'hommes, supervise le Département des prisons, le Département des liaisons, le Département sanitaire et le Département financier.

- Direction économique (Ekonomičeskoe-upravlenie) : un millier d'hommes. Lutte contre la criminalité financière et économique. Rattachée en 1925 à la Direction secrète et opérationnelle.

- Direction secrète et opérationnelle (Sekretno-operativnoe-upravlenie) : environ 19 000 hommes. Regroupe huit départements :
  - Département des transports : contrôle des réseaux stratégiques, surveillance des 600 000 cheminots soviétiques
  - Département secret : lutte contre les groupes « antisoviétiques »
  - Département opérationnel : infiltration des milieux criminels, de droit commun ou politiques
  - Département du contre-espionnage (Kontrrazvedotdel) et Département étranger (Inotdel) : surveillance des missions diplomatiques, des groupes émigrés, des étrangers
  - Département spécial : surveillance des forces militaires soviétiques
  - Département du contrôle politique : censure et contrôle du courrier
  - Département de l'information : surveillance de l'opinion publique

En mars 1931, le Département de l'information fusionne avec le Département secret pour former le Département secret-politique.
- Direction des gardes-frontières et troupes spéciales (Upravlenie pograničnoj ohrany i vojsk OGPU) : supervise 27 000 gardes-frontières et 24 000 hommes des troupes spéciales ou « territoriales ».

Aux fonctionnaires civils et militaires s'ajoutent 12 000 à 15 000 espions et informateurs (qui peuvent être « titulaires » ou « résidents »), faiblement rémunérés, sur fonds secrets, et chargés d'infiltrer tous les milieux, en recrutant si nécessaire des indicateurs (ozvedomiteli). On peut estimer à plusieurs dizaines de milliers le nombre total d'informateurs de l'OGPU.

### Structures géographiques
Aux structures centrales, compétentes sur l'ensemble du territoire de l'URSS, s'ajoutent des divisions territoriales :
- 13 régions, calquées sur les régions militaires : Moscou (Moskovskij Voennyj Okrug - MVO), Léningrad, Volga, Ouest (Biélorussie), Oural, Crimée, Ukraine, Sud-Est (Nord-Caucase), Transcaucasie, Sibérie, Turkestan, Kirghizie, Extrême-Orient. Chaque région est dirigée par une « représentation plénipotentiaire » (Polnomočnoe predstavitel´stvo), installée dans une capitale régionale ;
- à l'échelon inférieur, des Départements provinciaux (Gubotdely) ;
- enfin, des Départements de district (Uezdotdely), unités de base de l'OGPU, surtout en milieu rural.

Les effectifs de l'OGPU sont répartis en fonction de l'importance stratégique de chaque région et des risques de subversion. La MVO concentre le cinquième des effectifs civils, l'Ukraine le sixième. Mais le Département oriental (l'ensemble formé par les régions de Sibérie, Transcaucasie, Turkestan, Kirghizie et Extrême-Orient) compte pour le tiers des effectifs : dans ces régions vastes, peu peuplées et difficilement pacifiées, l'OGPU peine à établir son emprise et « évolue en territoire ennemi ».

## Dans les arts et la culture populaire
Louis Aragon a écrit des poèmes à la gloire du Guépéou dans le recueil Persécuté persécuteur.